# Рудзкий, Александр Фелицианович
Александр Фелицианович Рудзкий (в некоторых справочниках ошибочно Рудзский) (1838, Черниговская губерния — 1901, Вершуба Виленская губерния) — русский учёный в области лесного и сельского хозяйства и редактор. Действительный статский советник.

## Биография
Родился 19 января 1838 года (встречается также дата 12 января) в Черниговской губернии, в семье лесного ревизора Фелициана Матвеевича Рудзкого — офицера, участника подавления Польского восстания 1830—1831 годов; с момента учреждения Корпуса лесничих (1839) Ф. М. Рудзкий перешёл на службу в него; был вице-инспектором Корпуса лесничих и пожалован рядом наград, в числе которых орденом Св. Георгия 4-й степени (1850) и чин генерал-майора (1869). Лесничими стали его сыновья Станислав и Александр.

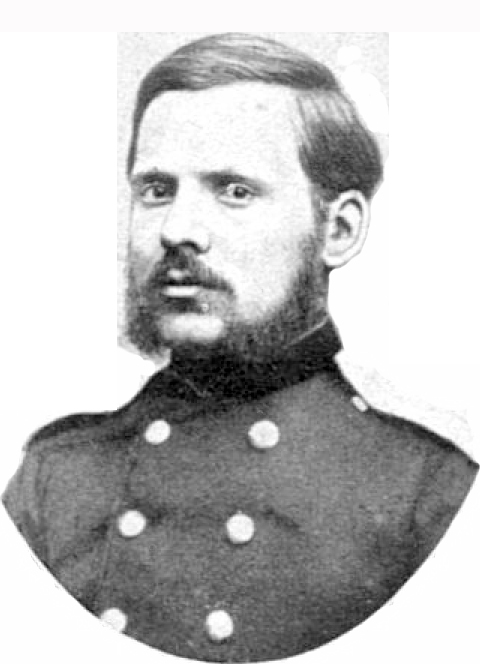
А. Ф. Рудзкий
в молодости

Александр окончил с золотой медалью Черниговскую гимназию и продолжил обучение в Санкт-Петербурге, где в 1860 году окончил подпоручиком офицерское отделение Лесного и межевого института и был направлен в Лисинское учебное лесничество для руководства студентами старших курсов Лесного института.
В службе он числился с 15 июня 1857 года. С 1861 по 1863 год стажировался за границей; побывал в Германии, Бельгии, Франции, Голландии и Англии. Возвратившись в Россию, он отказался от предложения занять место преподавателя в Лесном институте, предпочтя практическую работу в лесничествах.
В течение трёх лет заведовал образцовым Засурско-Селехсинским лесничеством в Пензенской губернии. Затем в течение десяти лет управлял частными лесными имениями в Московской, Нижегородской и Владимирской губерниях.
В 1876 году начал преподавательскую деятельность в Санкт-Петербургском земледельческом институте, который в 1877 году был преобразован в Лесной институт, где Рудзкий был сначала профессором, а затем заведующим кафедрой лесоустройства и таксации. В 1878 году эта кафедра по инициативе Рудзкого была разделена на две: лесной таксации во главе с профессором П. Н. Вереха и лесоустройства во главе с А. Ф. Рудзким. Его учениками были: Г. Ф. Морозов, Д. М. Кравчинский, М. М. Орлов, В. Н. Сукачёв и другие.
Был награждён орденами Св. Станислава 2-й ст. (1882), Св. Анны 2-й ст. (1885), Св. Владимира 4-й ст. (1895; 13 апреля 1897 года был произведён в действительные статские советники.
В течение длительного времени являлся синдиком католического храма Св. Екатерины. Был членом Русского географического общества.
Скончался 27 июня 1901 года во время отпуска в Вершубе (ныне — Литва). Похоронен на Выборгском римско-католическом кладбище в Санкт-Петербурге.

## Публикации
Основные работы посвящены проблемам лесоводства и лесного хозяйства. Был сторонником развития лесного опытного дела.
Первые публикации А. Ф. Рудзкого появились на страницах «Газеты лесоводства и охоты» ещё в 1858 году, когда он успешно, первым по списку, окончил кадетские классы Лесного института в чине прапорщика. Затем присылал свои статьи для опубликования в специальных периодических изданиях из-за границы, в числе которых были: «От Гаронны до Адура», «Очерки современного европейского лесоводства» (Журнал МГИ, 1862). Результатом его поездок по лесничествам России стали «Письма о русских лесах» и другие.
В 1869 году появлиась первая крупная монография А. Ф. Рудзкого «Справочник лесничего. Часть I. Лесоводство». В 1880 году был напечатан его главный труд — «Лесная таксация», выдержавший 3 издания (1880, 1890, 1900) при жизни автора и 2 издания (1909 и 1914) после его смерти. «Руководство к устройству лесов» вышло тремя изданиями (1888, 1893 и 1906).
Большой популярностью пользовались трижды изданные лекции профессора А. Ф. Рудзкого по «Государственному лесному хозяйству», читавшиеся в 1885/1886 и по «Лесоустройству», читавшиеся в 1883/1884 учебных годах. В 1891 году появились  «Лесные беседы для русских лесовладельцев и лесничих», в 1897 году — «Настольная книга по лесоводству».
Вместе с профессором А. С. Гребницким принимал активное участие в первом русском издании широко известного двухтомного труда Н. Гоше «Руководство по плодоводству» (СПб., 1889).
Он перевёл с немецкого на русский язык учебники: Юдейха «Лесоустройство» (1877) и Зорауэра «Физиология растений для садовников» (1893). На 45 книг Рудзкий подготовил и опубликовал рецензии.

## Редакторская деятельность
- Лесной журнал (1877—1880)
- Сельское хозяйство и лесоводство, Земледельческая газета
- Плодоводство (1890—1895). В качестве редактора этого журнала он напечатал первую статью И. В. Мичурина.
- Школьное хозяйство (1896—?).
- Полная энциклопедия русского сельского хозяйства и соприкасающихся с ним наук (5 томов) (1900—1901). Для этой энциклопедии А. Ф. Рудзкий написал 34 статьи.